# Amphiura antarctica
Amphiura antarctica is een slangster uit de familie Amphiuridae.
De wetenschappelijke naam van de soort werd in 1876 gepubliceerd door Théophile Rudolphe Studer.